# 堺事件
堺事件（日语：／ Sakai Jiken */?），是指1868年发生在日本和泉國堺港（位於現今大阪府堺市堺區海山町），11名法国海軍轻巡洋舰官兵在港口内被殺害的事件。这一事件被森鸥外写成了著名的小说——《堺事件》。

## 事件經過
1868年3月8日，法国輕帆船杜普雷斯號 (法語：FS Dupleix)在堺市港口遭受土佐藩尊皇攘夷藩士攻擊，船上载有10名法国士兵和1名Guillou海军少尉全部被杀（现在在神户树立了一个纪念碑紀念此事件）。在当时，堺市的港口对外国船只开放，由土佐藩藩軍驻扎在这个城市进行管理。
法国海军舰长Dupetit Thouars对这件事情表示强烈抗议，并要求赔偿150,000美元赔偿、判处29名日本士兵以及一名下令开火的军官死刑。可是，令人恐惧的攘夷情绪已经在日本蔓延。最终，被要求死刑的人数减为了20人。但在同年3月16日执行死刑时，愤怒的日本武士切腹后将自己的内脏扔向监察死刑的法国领事，这使法国人受到了震惊。在11人执行死刑之后，法国人认为已经能够匹配上法国死亡的人数，法国舰长接受了道歉，故赦免了剩下的九名日本武士。
遭殺害的法國官兵之後葬於神戶市立外國人墓地。被處死的11名土佐藩士，以及法國官兵均供奉到堺市堺區的妙國寺，分別設立供養塔與慰靈碑。1917年，11名藩士合祀於高知縣護國神社。1920年，11名藩士以「殉難者」的身份入祀靖國神社。